# Список эпизодов мультсериала «Бэтмен» (1992)
Список и краткое описание эпизодов американских мультсериалов «Бэтмен» и «Новые приключения Бэтмена».

## Первый сезон (1992—1993)
| № | Название                                                 | Оригинальное название                      | Злодеи                                                              | Режиссёр             | Автор                                                      | Дата выхода      |
| --- | -------------------------------------------------------- | ------------------------------------------ | ------------------------------------------------------------------- | -------------------- | ---------------------------------------------------------- | ---------------- |
| 001 | «Кошка и коготь: часть I»                                | «The Cat and the Claw: Part I»             | Женщина-кошка и Красный коготь                                      | Кевин Алтьери        | Шон Кэтрин Дерек, Лорен Брайт, Жюль Деннис и Ричард Мюллер | 5 сентября 1992  |
| Бэтмен встречается с новой воровкой — Женщиной-кошкой, и в то же время, встречает Селину Кайл, которой он явно понравился. Когда Селина пытается организовать за пределами города заповедник для диких котов, она сталкивается с террористической организацией, возглавляемой Красным когтем. |                                                          |                                            |                                                                     |                      |                                                            |                  |
| |                                                          |                                            |                                                                     |                      |                                                            |                  |
| 002 | «На кожаных крыльях»                                     | «On Leather Wings»                         | Мэн-Бэт                                                             | Кевин Алтьери        | Митч Брайан                                                | 6 сентября 1992  |
| После ряда краж в фармацевтических компаниях, проводимых существом, напоминающим летучую мышь, полиция обвиняет Бэтмена в этих преступлениях. Поиск виновного приводит его к учёному Кирку Лэнгстрому, специализирующемуся на летучих мышах. |                                                          |                                            |                                                                     |                      |                                                            |                  |
| |                                                          |                                            |                                                                     |                      |                                                            |                  |
| 003 | «Ледяное сердце»                                         | «Heart of Ice»                             | Мистер Фриз и Феррис Бойл                                           | Брюс Тимм            | Пол Дини                                                   | 7 сентября 1992  |
| Учёный Виктор Фриз совершает набеги на компанию «Готкорп», похищая ценное оборудование. Идя по его следу, Бэтмен узнаёт трагическую историю Фриза. Погрузив свою больную жену Нору в криогенный сон, чтобы она смогла дожить до времён, когда будет найдено лекарство, Виктор сталкивается с управляющим Феррисом Бойлом, решившим отключить оборудование. В результате схватки криогенная камера Норы была разбита, а Фриз прошёл криогенную обработку, превратившую его в существо, способное жить лишь при температуре ниже нуля. |                                                          |                                            |                                                                     |                      |                                                            |                  |
| |                                                          |                                            |                                                                     |                      |                                                            |                  |
| 004 | «Искусство глины: часть I»                               | «Feat of Clay: Part I»                     | Роланд Даггетт                                                      | Дик Себаст           | Марв Вулфман и Майкл Ривз                                  | 8 сентября 1992  |
| После изуродовавшего его несчастного случая киноактёр Мэтт Хейген становится жертвой Роланда Даггетта, предложившего ему крем, с помощью которого можно лепить своё лицо, как глину. Однако действие крема прекращается через 24 часа, и Хейген попадает к нему в зависимость, вовлекающую на путь преступлений. Когда актёр перестаёт быть полезным, бизнесмен приказывает убрать его, и двое подручных вливают Мэтту в глотку большую дозу раскалённой мази. Это не убивает Хейгена, а превращает в глиноподобного монстра. Тем временем Брюс Уэйн посажен в тюрьму по обвинению в покушении на Люциуса Фокса. |                                                          |                                            |                                                                     |                      |                                                            |                  |
| |                                                          |                                            |                                                                     |                      |                                                            |                  |
| 005 | «Искусство глины: часть II»                              | «Feat of Clay: Part II»                    | Глиноликий и Роланд Даггетт                                         | Кевин Алтьери        | Марв Вулфман и Майкл Ривз                                  | 9 сентября 1992  |
| Хейген, выжив после покушения, заплатил слишком большую цену за это: его тело может принимать любую форму, хотя подобные трансформации быстро истощают его. Со своими новыми силами он, называя себя «Глиноликий», решает убить Даггетта. Бэтмен должен помешать ему прежде чем миллионы невинных людей пострадают. |                                                          |                                            |                                                                     |                      |                                                            |                  |
| |                                                          |                                            |                                                                     |                      |                                                            |                  |
| 006 | «Никогда не поздно»                                      | «It’s Never Too Late»                      | Руперт Торн и Арнольд Стромвелл                                     | Бойд Кирклэнд        | Том Рюггер и Гэрин Вулф                                    | 10 сентября 1992 |
| Война за территории между преступными боссами Арнольдом Стромвеллом и Рупертом Торном принимает новый оборот после исчезновения родного сына Стромвелла. Пытаясь найти его, Арнольд приходит на встречу с Торном, где тот подготовил для него ловушку. Пожилого гангстера спасает Бэтмен, который показывает Стромвеллу, в сколь многих вещах он заблуждался. |                                                          |                                            |                                                                     |                      |                                                            |                  |
| |                                                          |                                            |                                                                     |                      |                                                            |                  |
| 007 | «Услуга Джокеру»                                         | «Joker’s Favor»                            | Джокер и Харли Квинн                                                | Бойд Кирклэнд        | Пол Дини                                                   | 11 сентября 1992 |
| После того, как клерк Чарли Коллинз сталкивается на дороге и конфликтует с Джокером, тот оставляет его в живых в обмен на услугу в будущем. Спустя 2 года Джокер наконец решает как использовать своего должника: невольно помочь занести бомбу в университет Готэма, где комиссар Гордон должен произнести речь среди полицейских на торжественном мероприятии. Чарли неохотно соглашается — под угрозой жизнь семьи. Примечание: В этом эпизоде впервые появляется сообщница и любовный интерес Джокера, Харли Квинн. |                                                          |                                            |                                                                     |                      |                                                            |                  |
| |                                                          |                                            |                                                                     |                      |                                                            |                  |
| 008 | «Кошка и коготь: часть II»                               | «The Cat and the Claw: Part II»            | Красный коготь                                                      | Дик Сэбаст           | Шон Кэтрин Дерек, Лорен Брайт, Жюль Деннис и Ричард Мюллер | 12 сентября 1992 |
| Террористы выкрадывают с военной базы вирус чумы, угрожая выпустить его, если им не заплатят выкуп. В то же самое время Красный Коготь и Бэтмен обнаруживают, что Женщина-кошка и Селина Кайл — один и тот же человек. |                                                          |                                            |                                                                     |                      |                                                            |                  |
| |                                                          |                                            |                                                                     |                      |                                                            |                  |
| 009 | «Ядовитая красотка»                                      | «Pretty Poison»                            | Ядовитый Плющ                                                       | Бойд Кирклэнд        | Пол Дини, Майкл Ривз и Том Рюггер                          | 14 сентября 1992 |
| Когда окружной прокурор Харви Дент решает построить новую тюрьму «Стоунгейт» на месте посадок редкого вида роз, Памела Айсли отравляет его. Бэтмен должен найти противоядие до того, как время Дента уйдёт. |                                                          |                                            |                                                                     |                      |                                                            |                  |
| |                                                          |                                            |                                                                     |                      |                                                            |                  |
| 010 | «Бояться нечего»                                         | «Nothing to Fear»                          | Пугало                                                              | Бойд Кирклэнд        | Генри Гилрой и Шон Кэтрин Дерек                            | 15 сентября 1992 |
| Бэтмен сталкивается со злодеем, терроризирующим Готэмский университет, называющим себя Пугало. В схватке с ним Тёмный Рыцарь отравляется газом страха. |                                                          |                                            |                                                                     |                      |                                                            |                  |
| |                                                          |                                            |                                                                     |                      |                                                            |                  |
| 011 | «Быть клоуном»                                           | «Be a Clown»                               | Джокер                                                              | Фрэнк Паур           | Тэд Педерсон и Стив Хейс                                   | 16 сентября 1992 |
| Сыну мэра Гамильтона Хилла, Джордану, становится грустно из-за использования своего дня рождения отцом для политической рекламы. Но его похищает выступавший там цирковой артист, оказавшийся Джокером. |                                                          |                                            |                                                                     |                      |                                                            |                  |
| |                                                          |                                            |                                                                     |                      |                                                            |                  |
| 012 | «Свидание в преступной аллее»                            | «Appointment in Crime Alley»               | Роланд Даггетт                                                      | Бойд Кирклэнд        | Джерри Конвей, Деннис О’Нил                                | 17 сентября 1992 |
| Ролланд Даггетт, с помощью подручного Крокера и мастера по взрывам по кличке «Нитро», для получения новой земли для своей бизнес-империи планирует уничтожить известную Преступную аллею. |                                                          |                                            |                                                                     |                      |                                                            |                  |
| |                                                          |                                            |                                                                     |                      |                                                            |                  |
| 013 | «Жертва несправедливости»                                | «P.O.V.»                                   | Наркобарон и его гангстеры                                          | Кевин Алтьери        | Митч Брайан, Шон Кэтрин Дерек и Лорен Брайт                | 18 сентября 1992 |
| Проваленая полицейская операция приводит к приостановке полномочий её участников: рядового Уилкеса, офицера Рене Монтойя и детектива Харви Буллока. Каждый из них вынужден рассказать о том, что случилось той ночью. |                                                          |                                            |                                                                     |                      |                                                            |                  |
| |                                                          |                                            |                                                                     |                      |                                                            |                  |
| 014 | «Король Часов»                                           | «The Clock King»                           | Король Часов                                                        | Кевин Алтьери        | Дэвид Вайс                                                 | 21 сентября 1992 |
| После банкротства своей компании (без права апелляции), Тэмпл Фугейт становится «Королём часов» и стремится только к одному: отомстить мэру Хиллу, чей совет 7 лет назад и привёл к его краху. |                                                          |                                            |                                                                     |                      |                                                            |                  |
| |                                                          |                                            |                                                                     |                      |                                                            |                  |
| 015 | «Последний смех»                                         | «The Last Laugh»                           | Джокер                                                              | Кевин Алтьери        | Карл Свенсон                                               | 22 сентября 1992 |
| Джокер выпускает на улицы города «веселящий газ», требуя у властей громадный выкуп, который они не смогут заплатить, и устраивает западню Бэтмену. |                                                          |                                            |                                                                     |                      |                                                            |                  |
| |                                                          |                                            |                                                                     |                      |                                                            |                  |
| 016 | «Вечная юность»                                          | «Eternal Youth»                            | Ядовитый Плющ                                                       | Кевин Алтьери        | Бет Борнштейн                                              | 23 сентября 1992 |
| Несколько миллионеров, приехавших отдохнуть на модном курорте «Вечная юность», бесследно исчезают. Брюс Уэйн тоже получает приглашение, но посылает вместо себя Альфреда и его подругу Мэгги Пейдж. Проникнув на курорт, он узнаёт, что Ядовитый Плющ мстит вредящим природе, превращая их в деревья с помощью разработанной ею новой формы хлорофилла. |                                                          |                                            |                                                                     |                      |                                                            |                  |
| |                                                          |                                            |                                                                     |                      |                                                            |                  |
| 017 | «Двуликий: часть I»                                      | «Two-Face: PT I»                           | Руперт Торн                                                         | Кевин Алтьери        | Алан Бёрнетт и Ренди Роджел                                | 25 сентября 1992 |
| Харви Дент участвует в переизбрании и готовится арестовать преступного главаря Руперта Торна. Однако тому удаётся найти его историю болезни и узнать об альтер эго: Страшный Харви. Торн начинает шантажировать окружного прокурора, и Бэтмен пытается спасти Харви. |                                                          |                                            |                                                                     |                      |                                                            |                  |
| |                                                          |                                            |                                                                     |                      |                                                            |                  |
| 018 | «Двуликий: часть II»                                     | «Two-Face: PT II»                          | Двуликий и Руперт Торн                                              | Кевин Алтьери        | Ренди Роджел                                               | 28 сентября 1992 |
| Харви Дент, выживший после тяжёлого ранения, превратился в Двуликого, поставив себе цель уничтожить Торна и его бизнес. Теперь единственный и неповторимый закон — подброшенная монета. |                                                          |                                            |                                                                     |                      |                                                            |                  |
| |                                                          |                                            |                                                                     |                      |                                                            |                  |
| 019 | «Страх победы»                                           | «Fear of Victory»                          | Пугало                                                              | Дик Себаст           | Сэмюэл Уоррен Джозеф                                       | 29 сентября 1992 |
| Несколько спортсменов получают странные письма и страдают от галлюцинаций на следующих играх. В то же время один человек получает большие деньги, ставя против их победы. Бэтмен и Робин (к которому пришло последнее письмо) начинают собственное расследование и обнаруживают, что кто-то продолжает преступления Пугала с того момента, как он находится в Аркхэме. |                                                          |                                            |                                                                     |                      |                                                            |                  |
| |                                                          |                                            |                                                                     |                      |                                                            |                  |
| 020 | «У меня в подвале Бэтмен»                                | «I’ve Got Batman in My Basement»           | Пингвин                                                             | Фрэнк Паур           | Сэм Грэхем и Крис Хаббелл                                  | 30 сентября 1992 |
| Преследуя похитившего яйцо Фаберже Пингвина, Бэтмен получает в лицо газовую гранату и оказывается спасённым играющими в детективов детьми Шерманом и Робертой, укрывшими его в подвале своего дома. Но Пингвин не оставляет попыток найти Бэтмена. |                                                          |                                            |                                                                     |                      |                                                            |                  |
| |                                                          |                                            |                                                                     |                      |                                                            |                  |
| 021 | «Вендетта»                                               | «Vendetta»                                 | Убийца Крок                                                         | Фрэнк Паур           | Майкл Ривз                                                 | 5 октября 1992   |
| Когда полицейский катер, доставлявший свидетеля по делу, связанному с Рупертом Торном, взрывается, главным подозреваемым становится Харви Буллок, пару лет назад обвинённый в получении взяток от Торна. Бэтмен, которому тоже не нравится Буллок, узнаёт имя истинного преступника Убийцы Крока, который начал вендетту против лейтенанта, однажды его поймавшего. |                                                          |                                            |                                                                     |                      |                                                            |                  |
| |                                                          |                                            |                                                                     |                      |                                                            |                  |
| 022 | «Предсказание судьбы»                                    | «Prophecy of Doom»                         | Ностромос и Лукас                                                   | Фрэнк Паур           | Деннис Маркс и Шон Кэтрин Дерек                            | 6 октября 1992   |
| Итан Кларк, миллионер и друг Брюса Уэйна, как и целый ряд его знакомых, попадают под влияние прорицателя-экстрасенса Ностромоса, пугающего их предсказаниями грядущего экономического кризиса. Бэтмен выясняет, что Ностромос и его ассистент Лукас — чистой воды мошенники, и пытается внедриться в организованное ими братство, чтобы подробнее узнать об их планах. |                                                          |                                            |                                                                     |                      |                                                            |                  |
| |                                                          |                                            |                                                                     |                      |                                                            |                  |
| 023 | «Забытый»                                                | «The Forgotten»                            | Босс Биггис и его помощники                                         | Бойд Кирклэнд        | Шон Кэтрин Дерек, Жюль Деннис и Ричард Мюллер              | 8 октября 1992   |
| Расследуя исчезновения бездомного Гасэма, Брюс Уэйн был похищен неизвестными. Заключённый в тюрьму вместе с другими каторжниками, сможет ли он сбежать оттуда и освободить заключённых? |                                                          |                                            |                                                                     |                      |                                                            |                  |
| |                                                          |                                            |                                                                     |                      |                                                            |                  |
| 024 | «Сумасшедший» (дословный перевод - Безумный как Шляпник) | «Mad as a Hatter»                          | Безумный Шляпник                                                    | Фрэнк Паур           | Пол Дини                                                   | 12 октября 1992  |
| Учёный «Уэйн Индастриз» Джервис Тетч влюблён в секретаршу Алису, но не может заговорить с ней. Узнав, что ту бросил бойфренд, Тетч изо всех сил пытается завоевать её сердце. Но когда парень Алисы возвращается и делает ей предложение, возмущённый Джервис, назвавшись «Безумным Шляпником», решает исправить ситуацию с помощью своего изобретения — чипов, контролирующих сознание. |                                                          |                                            |                                                                     |                      |                                                            |                  |
| |                                                          |                                            |                                                                     |                      |                                                            |                  |
| 025 | «Ловушка с плащом и маской»                              | «The Cape and Cowl Conspiracy»             | Йозиа Вормвуд                                                       | Фрэнк Паур           | Эллиот С. Мэггин                                           | 14 октября 1992  |
| Выслеживая опасного наёмника Йозиа Вормвуда, который добывает информацию у своих жертв, завлекая их в смертельные ловушки, Бэтмен публично унижает и затем допрашивает связанного с Вормвудом европейского мошенника-аристократа, барона Вацлава Йозека. Взбешённый Йозек обращается к Вормвуду, обещая крупное вознаграждение за бэтменовские плащ и маску. |                                                          |                                            |                                                                     |                      |                                                            |                  |
| |                                                          |                                            |                                                                     |                      |                                                            |                  |
| 026 | «Уснуть и видеть сны»                                    | «Perchance to Dream»                       | Безумный Шляпник                                                    | Бойд Кирклэнд        | Лорен Брайт, Майкл Ривз и Джо Р. Лансдэйл                  | 19 октября 1992  |
| Проснувшись однажды утром, Брюс обнаруживает, что его родители живы, через неделю он женится на Селине Кайл, а в костюме Бэтмена действует кто-то другой. Уэйна ждёт счастливая жизнь, и всё же он чувствует, что всё не так (в книгах и газетах ничего нельзя прочесть). |                                                          |                                            |                                                                     |                      |                                                            |                  |
| |                                                          |                                            |                                                                     |                      |                                                            |                  |
| 027 | «Дети подземелий»                                        | «The Underdwellers»                        | Подземный король                                                    | Фрэнк Паур           | Том Рюггер, Жюль Деннис и Ричард Мюллер                    | 21 октября 1992  |
| Преследуя укравшего у женщины сумочку «лепрекона», Бэтмен обнаруживает, что это бездомный мальчик, а затем находит целое подземное общество таких маленьких нищих, которым правит Подземный король. Выйдя на подземного короля, Бэтмен даёт ему бой, побеждает его и, основательно застращав, сдаёт полиции, а сирот передаёт в хорошие руки приёмных родителей. |                                                          |                                            |                                                                     |                      |                                                            |                  |
| |                                                          |                                            |                                                                     |                      |                                                            |                  |
| 028 | «Ночь ниндзя»                                            | «Night of the Ninja»                       | Кьодай Кен                                                          | Кевин Алтьери        | Стив Перри                                                 | 26 октября 1992  |
| Когда загадочный преступник, грабящий все предприятия Брюса Уэйна, оказывается воином ниндзя, герой понимает, что это его соперник по школе боевых искусств — Кьодай Кен, изгнанный в своё время из-за того, что Брюс обнаружил его за кражей мечей. |                                                          |                                            |                                                                     |                      |                                                            |                  |
| |                                                          |                                            |                                                                     |                      |                                                            |                  |
| 029 | «Странная тайна Брюса Уэйна»                             | «The Strange Secret of Bruce Wayne»        | Хьюго Стрэндж, Джокер, Двуликий и Пингвин                           | Фрэнк Паур           | Дэвид Вайс, Джудит и Гарфилд Ривз-Стивенс                  | 29 октября 1992  |
| Идя по следу загадочного шантажиста, Брюс Уэйн приезжает в дом отдыха и попадает на приём к доктору Хьюго Стрэнджу. С помощью хитроумной машины Стрэйндж видит мысли своих богатых пациентов и затем вымогает у них деньги, угрожая раскрыть самые мрачные тайны. Узнав истинную сущность Бэтмена, доктор организует аукцион для криминальных боссов. |                                                          |                                            |                                                                     |                      |                                                            |                  |
| |                                                          |                                            |                                                                     |                      |                                                            |                  |
| 030 | «Тигр, тигр»                                             | «Tyger Tyger»                              | Тигрис и Эмиль Дориан                                               | Фрэнк Паур           | Майкл Ривз, Ренди Роджел и Чери Уилкерсон                  | 30 октября 1992  |
| Безумный специалист по генетике доктор Эмиль Дориан похищает Селину Кайл и превращает её в кошачьего оборотня, чтобы у его создания, получеловека-полузверя Тигриса, была подруга. Пробравшийся на остров Дориана Бэтмен пытается спасти Селину, но для этого ему надо победить могучего Тигриса. История отсылает к роману «Остров доктора Моро», рассказу Ричарда Коннелла «Самая опасная игра», а фамилия Дориан — к герою произведения «Портрет Дориана Грея». |                                                          |                                            |                                                                     |                      |                                                            |                  |
| |                                                          |                                            |                                                                     |                      |                                                            |                  |
| 031 | «Видения во тьме»                                        | «Dreams in Darkness»                       | Пугало                                                              | Дик Себаст           | Джудит и Гарфилд Ривз-Стивенс                              | 3 ноября 1992    |
| Пытаясь остановить организованное Пугалом отравление готэмской воды, Бэтмен получает ударную дозу газа, вызывающего бесконечные кошмары и галлюцинации. Не в состоянии больше отличать реальность от иллюзий, он вскоре попадает в Аркхэм в качестве пациента, а времени на предотвращение катастрофы практически не остаётся. |                                                          |                                            |                                                                     |                      |                                                            |                  |
| |                                                          |                                            |                                                                     |                      |                                                            |                  |
| 032 | «Берегись Серого Призрака»                               | «Beware the Gray Ghost»                    | Безумный Подрывник                                                  | Бойд Кирклэнд        | Дэннис О’Флаэрти, Гэрин Вулф и Том Рюггер                  | 4 ноября 1992    |
| Когда город начинает терроризировать загадочный Безумный Подрывник, Бэтмен понимает, что он сильно похож на одноимённого злодея из старого сериала о Сером Призраке, который Брюс обожал в детстве. Он обращается за помощью к игравшему главную роль Саймону Тренту, однако тот не хочет иметь ничего общего с Серым Призраком. |                                                          |                                            |                                                                     |                      |                                                            |                  |
| |                                                          |                                            |                                                                     |                      |                                                            |                  |
| 033 | «Кошачья лихорадка»                                      | «Cat Scratch Fever»                        | Роланд Даггетт и профессор Майло                                    | Бойд Кирклэнд        | Шон Кэтрин Дерек и Базз Диксон                             | 5 ноября 1992    |
| За участие в спасении Готэма Селину Кайл освобождают из тюрьмы с условием забыть о кошачьем костюме. Но ей всё же приходится вспомнить о своём альтер эго, чтобы найти пропавшую кошку Айзис. Попутно Кэтвумен узнаёт о злодейском плане бизнесмена Роланда Даггетта и чуть было не становится жертвой созданного им вируса. |                                                          |                                            |                                                                     |                      |                                                            |                  |
| |                                                          |                                            |                                                                     |                      |                                                            |                  |
| 034 | «Ужас в небе»                                            | «Terror in the Sky»                        | Мэн-Бэт                                                             | Бойд Кирклэнд        | Стив Перри, Марк Сарачени                                  | 9 ноября 1992    |
| Когда чудовищная летучая мышь размером с человека возвращается, Бэтмен требует объяснений у Кирка Лэнгстрома, но вскоре выясняет, что истинный виновник вовсе не он. Тем временем жена Кирка, Франсин, садится в самолёт, чтобы сбежать от мужа-оборотня. |                                                          |                                            |                                                                     |                      |                                                            |                  |
| |                                                          |                                            |                                                                     |                      |                                                            |                  |
| 035 | «Я ночь»                                                 | «I Am the Night»                           | Джазмен                                                             | Бойд Кирклэнд        | Майкл Ривз                                                 | 10 ноября 1992   |
| Бэтмен впадает в депрессию, которая усугубляется тем, что он не успел вовремя попасть на место задержания преступной шайки, когда во время перестрелки был тяжело ранен комиссар Гордон. Тем временем одержимый местью Гордону свирепый гангстер Джимми Пик по кличке Джазмен сбегает из тюрьмы, чтобы добить комиссара. |                                                          |                                            |                                                                     |                      |                                                            |                  |
| |                                                          |                                            |                                                                     |                      |                                                            |                  |
| 036 | «Я почти достал его»                                     | «Almost Got 'Im»                           | Джокер, Харли Квинн, Двуликий, Ядовитый Плющ, Убийца Крок и Пингвин | Эрик Радомски        | Пол Дини                                                   | 11 ноября 1992   |
| Джокер, Убийца Крок, Пингвин, Двуликий и Ядовитый Плющ встречаются вместе за игрой в покер, и рассказывают друг другу истории о том, как почти поймали Бэтмена. |                                                          |                                            |                                                                     |                      |                                                            |                  |
| |                                                          |                                            |                                                                     |                      |                                                            |                  |
| 037 | «Луна волка»                                             | «Moon of the Wolf»                         | Оборотень и профессор Майло                                         | Дик Себаст           | Лен Вэйн                                                   | 12 ноября 1992   |
| Расследуя дело о нападениях загадочного человека-волка, Бэтмен не догадывается, что им является друг Брюса Уэйна, олимпийский чемпион Энтони Ромулус. Пытаясь подстраховаться во время соревнований, талантливый спортсмен использовал разработанный профессором Майло препарат, со временем превративший его в оборотня. Теперь Ромулус вынужден исполнять все приказы учёного в надежде получить лекарство от ликантропии. |                                                          |                                            |                                                                     |                      |                                                            |                  |
| |                                                          |                                            |                                                                     |                      |                                                            |                  |
| 038 | «Рождество с Джокером»                                   | «Christmas with the Joker»                 | Джокер                                                              | Кент Баттерворт      | Эдди Городецки                                             | 13 ноября 1992   |
| После побега из Аркхэма в Рождество Джокер начинает терроризировать город. В ритме знакомой всем песни. |                                                          |                                            |                                                                     |                      |                                                            |                  |
| |                                                          |                                            |                                                                     |                      |                                                            |                  |
| 039 | «Железное сердце: часть I»                               | «Heart of Steel: Part I»                   | H.A.R.D.A.C.                                                        | Кевин Алтьери        | Брайан Стивенс                                             | 16 ноября 1992   |
| Когда робот проникает в хранилище компании Уэйна и крадёт высокотехнологичные секреты, единственным подозреваемым становится гений робототехники Карл Россум. Нанеся ему визит, герой знакомится с его очаровательной ассистенткой Рэндой Дуэйн и узнаёт о существовании суперкомпьютера HARDAC… |                                                          |                                            |                                                                     |                      |                                                            |                  |
| |                                                          |                                            |                                                                     |                      |                                                            |                  |
| 040 | «Железное сердце: часть II»                              | «Heart of Steel: Part II»                  | H.A.R.D.A.C.                                                        | Кевин Алтьери        | Брайан Стивенс                                             | 17 ноября 1992   |
| HARDAC продолжает заменять влиятельных готэмцев их механическими двойниками, включая своего создателя Россума. Вот-вот настанет черёд Брюса Уэйна. |                                                          |                                            |                                                                     |                      |                                                            |                  |
| |                                                          |                                            |                                                                     |                      |                                                            |                  |
| 041 | «Если ты такой умный, почему ты не богат?»               | «If You’re So Smart, Why Aren’t You Rich?» | Загадочник                                                          | Эрик Радомски        | Дэвид Вайс                                                 | 18 ноября 1992   |
| Эдварда Нигму — создателя популярнейшей компьютерной игры «Загадка Минотавра», увольняет его алчный начальник Дэниел Мокридж, который благодаря ловко составленному контракту становится обладателем авторских прав на «Минотавра». Через два года несправедливо уволенный работник даёт о себе знать бывшему боссу, делая ему деловое предложение, а на самом деле заманивая в смертельную ловушку. Но при этом он случайно привлекает внимание Брюса Уэйна, который быстро вычисляет, кем является новый суперзлодей. Теперь цель Нигмы-Загадочника — уничтожить Бэтмена и Робина, заставив их искать Мокриджа в огромном лабиринте, полном роботов-убийц. Но Бэтмен и Робин справляются. Эдвард Нигма покидает Готэм. |                                                          |                                            |                                                                     |                      |                                                            |                  |
| |                                                          |                                            |                                                                     |                      |                                                            |                  |
| 042 | «Джокер сердится»                                        | «Joker’s Wild»                             | Джокер и Кэмерон Кайзер                                             | Бойд Кирклэнд        | Пол Дини                                                   | 19 ноября 1992   |
| Когда миллионер Кэмерон Кайзер использует для своего нового казино Джокеровский дизайн, разъярённый Клоун — Принц Преступного Мира воспринимает это как личное оскорбление и сбегает из Аркхэма. |                                                          |                                            |                                                                     |                      |                                                            |                  |
| |                                                          |                                            |                                                                     |                      |                                                            |                  |
| 043 | «Его кремниевая душа»                                    | «His Silicon Soul»                         | H.A.R.D.A.C и дупликат Бэтмена                                      | Бойд Кирклэнд        | Марти Аизенберг и Роберт Н. Скир                           | 20 ноября 1992   |
| Вломившись на склад, шайка воров обнаруживает робота-двойника, уверенного, что он — Бэтмен. На самом деле это изделие является частью резервного плана компьютера HARDAC, одержимого идеей замены людей более совершенными копиями. |                                                          |                                            |                                                                     |                      |                                                            |                  |
| |                                                          |                                            |                                                                     |                      |                                                            |                  |
| 044 | «Без баланса»                                            | «Off Balance»                              | граф Вертиго и Талия аль Гуль                                       | Кевин Алтьери        | Лен Вэйн                                                   | 23 ноября 1992   |
| Пытаясь предотвратить похищение смертоносного акустического оружия, а затем преследуя грабителей, возглавляемых графом Вертиго, Бэтмен сталкивается с леди в чёрном. Они оба попадают в плен, и, очнувшись, герой видит, что новая знакомая сняла с него маску. Красавица, которая представляется как Талия, говорит, что остановить «Лигу Теней» и Вертиго её послал отец. Рыцарь Ночи объединяет с ней силы, чтобы победить террориста — пока не выясняется, что у них не совсем одинаковые цели. Вертиго — это отсылка к фильму «Головокружение». |                                                          |                                            |                                                                     |                      |                                                            |                  |
| |                                                          |                                            |                                                                     |                      |                                                            |                  |
| 045 | «Что такое реальность?»                                  | «What is Reality?»                         | Загадочник                                                          | Дик Себаст           | Марти Аизенберг, Роберт Н. Скир                            | 24 ноября 1992   |
| Загадочник возвращается в Готэм, выводит из строя все городские компьютерные системы и уничтожает полицейские досье на себя. Для того, чтобы стать недосягаемым для закона, ему остаётся расправиться с двумя свидетелями его прошлых деяний - Бэтменом и Робином. Злодей заманивает в созданную им «виртуальную реальность» комиссара Гордона и делает его своим заложником. Бэтмен с риском для жизни идёт по виртуальной реальности и освобождает комиссара. Эдвард Нигма пробует уйти, но случается программный сбой и он застревает в собственной программе и не может покинуть виртуальную реальность. |                                                          |                                            |                                                                     |                      |                                                            |                  |
| |                                                          |                                            |                                                                     |                      |                                                            |                  |
| 046 | «Смеющиеся рыбы»                                         | «The Laughing Fish»                        | Джокер и Харли Квинн                                                | Брюс Тимм            | Пол Дини и Стив Энглехарт                                  | 10 января 1993   |
| Решив заработать деньги честным способом, Джокер высыпает свои химикаты в готэмские озера, вследствие чего вся рыба в городе приобретает его великолепную улыбку. Но когда сумасшедший пытается зарегистрировать патент на «смеющихся рыб», на его пути возникают неожиданные препятствия. |                                                          |                                            |                                                                     |                      |                                                            |                  |
| |                                                          |                                            |                                                                     |                      |                                                            |                  |
| 047 | «Харли и Ядовитый плющ»                                  | «Harley and Ivy»                           | Джокер, Ядовитый Плющ и Харли Квинн                                 | Бойд Кирклэнд        | Пол Дини                                                   | 18 января 1993   |
| Когда Джокер бросает Харли, та идёт своим путём, объединившись с Ядовитым Плющом. Они становятся Королевами криминального Готэма к ярости Джокера. |                                                          |                                            |                                                                     |                      |                                                            |                  |
| |                                                          |                                            |                                                                     |                      |                                                            |                  |
| 048 | «Механик»                                                | «The Mechanic»                             | Пингвин                                                             | Кевин Алтьери        | Стив Перри, Лорен Брайт и Ренди Роджел                     | 24 января 1993   |
| Почти случайно Пингвин выходит на след мастерской, которую Тёмный Мститель использует для починки Бэтмобиля. Он берёт в заложницы дочь личного механика Бэтмена Эрла Купера, и заставляет его превратить машину Летучей Мыши в смертельную ловушку… |                                                          |                                            |                                                                     |                      |                                                            |                  |
| |                                                          |                                            |                                                                     |                      |                                                            |                  |
| 049 | «Человек, который убил Бэтмена»                          | «The Man Who Killed Batman»                | Джокер, Харли Квинн и Руперт Торн                                   | Брюс Тимм            | Пол Дини                                                   | 1 февраля 1993   |
| По Готэму распространяется новость, что Бэтмен погиб. После взрыва от него остались только плащ и маска. И убил Тёмного Рыцаря мелкий воришка Сидней Дебри по прозвищу Сид Кальмар, привлёкший этим внимание бандитов и крупных криминальных боссов. |                                                          |                                            |                                                                     |                      |                                                            |                  |
| |                                                          |                                            |                                                                     |                      |                                                            |                  |
| 050 | «Затанна»                                                | «Zatanna»                                  | Доктор Монтегю Кейн                                                 | Дик Себаст, Дэн Риба | Пол Дини                                                   | 2 февраля 1993   |
| Дающая гастроли в Готэме фокусница Затанна оказывается под арестом, когда во время исполнения одного из её номеров бесследно исчезает огромная сумма денег. Бэтмен не может не прийти на помощь Затанне, так как много лет назад учился искусству побега из ловушек у её отца, знаменитого Джованни Затары. |                                                          |                                            |                                                                     |                      |                                                            |                  |
| |                                                          |                                            |                                                                     |                      |                                                            |                  |
| 051 | «Возмездие Робина: Часть I»                              | «Robin’s Reckoning: Part I»                | Тони Зукко и Арнольд Стромвелл                                      | Дик Себаст           | Ренди Роджел                                               | 7 февраля 1993   |
| Во время борьбы с гангстерами на строительной площадке Бэтмен и Робин узнают имя их босса: Билли Мэрин. Однако это псевдоним рэкетира Тони Зукко, человека, который убил родителей Дика Грейсона. |                                                          |                                            |                                                                     |                      |                                                            |                  |
| |                                                          |                                            |                                                                     |                      |                                                            |                  |
| 052 | «Птицы высокого полёта»                                  | «Birds of a Feather»                       | Пингвин                                                             | Фрэнк Паур           | Чак Менвилль и Брайан Стивенс                              | 8 февраля 1993   |
| В поисках возможности придать оригинальность своей очередной вечеринке для готэмской знати, миллионерша Вероника Вриланд решает пригласить выпущенного из тюрьмы Пингвина — в качестве развлечения для публики. Злодей становится доволен, получив наконец внимание и уважение, которых он давно ждал, и с ходу влюбляется в Веронику. |                                                          |                                            |                                                                     |                      |                                                            |                  |
| |                                                          |                                            |                                                                     |                      |                                                            |                  |
| 053 | «Возмездие Робина: Часть II»                             | «Robin’s Reckoning: Part II»               | Тони Зукко                                                          | Дик Себаст           | Ренди Роджел                                               | 14 февраля 1993  |
| Наказание преступников почти дошло до самосуда, но Бэтмен смог помешать этому. Робин понимает, что есть разница между правосудием и местью. Зукко арестовывают. |                                                          |                                            |                                                                     |                      |                                                            |                  |
| |                                                          |                                            |                                                                     |                      |                                                            |                  |
| 054 | «Слеп как летучая мышь»                                  | «Blind as a Bat»                           | Пингвин                                                             | Дэн Риба             | Майк Андервуд и Лен Вэйн                                   | 22 февраля 1993  |
| Пингвин крадёт новейший боевой вертолёт и ослепляет Бэтмена. Городским властям предъявлен ультиматум о выдаче 100 млн. долл. |                                                          |                                            |                                                                     |                      |                                                            |                  |
| |                                                          |                                            |                                                                     |                      |                                                            |                  |
| 055 | «День самурая»                                           | «Day of the Samurai»                       | Кьодай Кен                                                          | Брюс Тимм            | Стив Перри                                                 | 23 февраля 1993  |
| Кьодай Кен похищает Каири, дочь Ёри Сэнсея, обучавшего его и Брюса Уэйна боевым искусствам. |                                                          |                                            |                                                                     |                      |                                                            |                  |
| |                                                          |                                            |                                                                     |                      |                                                            |                  |
| 056 | «Не вижу зла»                                            | «See No Evil»                              | Ллойд Вентрикс                                                      | Дэн Риба             | Мартин Паско                                               | 24 февраля 1993  |
| Преследуя невидимого преступника, Бэтмен вспоминает об одной из разработок его компании, связанной с созданием иллюзии невидимости. След приводит его к ассистенту учёного, занимавшегося разработкой, — недавно вышедшему на свободу Ллойду Вентриксу. Тем временем невидимый Вентрикс пытается похитить собственную дочь. Но Бэтмену удаётся ему помешать. Кимберли возвращается к маме, а Ллойду Вентриксу предстоит длительное заключение. Мама Кимберли Хелен готовится к переезду в другой город, и Кимберли говорит об этом с Бэтменом. |                                                          |                                            |                                                                     |                      |                                                            |                  |
| |                                                          |                                            |                                                                     |                      |                                                            |                  |
| 057 | «Загадка Демона: Часть I»                                | «The Demon’s Quest: Part I»                | Ра’с аль Гул                                                        | Кевин Алтьери        | Деннис О’Нил                                               | 3 мая 1993       |
| Вскоре после загадочного похищения Робина Брюс обнаруживает в Бэтпещере главу Лиги Теней Ра’с аль Гула который заявляет, что его дочь талия захвачена теми же людьми. Вместе они отправляются в путешествие по земному шару. |                                                          |                                            |                                                                     |                      |                                                            |                  |
| |                                                          |                                            |                                                                     |                      |                                                            |                  |
| 058 | «Загадка Демона: Часть II»                               | «The Demon’s Quest: Part II»               | Ра’с аль Гул                                                        | Кевин Альтьери       | Деннис О’Нил и Лэн Вэйн                                    | 4 мая 1993       |
| Спасшись из ловушки Ра’са, Бэтмен и Робин разыскивают его базу с целью встать на пути его планов по уничтожению большей части человечества. |                                                          |                                            |                                                                     |                      |                                                            |                  |
| |                                                          |                                            |                                                                     |                      |                                                            |                  |
| 059 | «Читай по губам»                                         | «Read My Lips»                             | Чревовещатель                                                       | Бойд Кирклэнд        | Алан Бёрнетт, Майкл Ривз и Джо Р. Лансдэйл                 | 10 мая 1993      |
| Готэм захлёстывает волна отлично спланированных ограблений. Выйдя на след новой банды, Бэтмен узнает, что ей командует чревовещатель с раздвоением личности, одна из которых считает себя криминальным боссом. |                                                          |                                            |                                                                     |                      |                                                            |                  |
| |                                                          |                                            |                                                                     |                      |                                                            |                  |
| 060 | «Огонь с Олимпа»                                         | «Fire from Olympus»                        | Макси Зевс                                                          | Дэн Риба             | Джудит и Гарфилд Ривз-Стивенс                              | 24 мая 1993      |
| Считая себя реинкарнацией Зевса, магнат судоперевозок Макси Зевс крадёт экспериментальную электронную пушку. Установив её в своём дворце, он решает напомнить простым смертным о своей силе. |                                                          |                                            |                                                                     |                      |                                                            |                  |

## Второй сезон (1993—1994)
| № | Название                             | Оригинальное название                                                                                           | Злодеи                             | Режиссёр                    | Автор                                                  | Дата выхода      |
| --- | ------------------------------------ | --- | ---------------------------------- | --------------------------- | ------------------------------------------------------ | ---------------- |
| |                                      | |                                    |                             |                                                        |                  |
| 01 | «Тень летучей мыши: Часть I»         | «Shadow of the Bat: Part I»                                                                                     | Двуликий, Руперт Торн и Гил Мейсон | Фрэнк Паур                  | Брайан Стивенс                                         | 13 сентября 1993 |
| Комиссар Гордон арестован: кто-то ловко сфабриковал доказательства получения им взяток от Руперта Торна. Обязанности комиссара временно исполняет его молодой помощник Гил Мейсон, на счету у которого несколько громких арестов. Пока Бэтмен, изображая гангстера Мэтчса Мэлоуна, пытается выяснить, кто подставил Гордона, дочь комиссара Барбара решает провести собственное расследование. |                                      | |                                    |                             |                                                        |                  |
| |                                      | |                                    |                             |                                                        |                  |
| 02 | «Тень летучей мыши: Часть II»        | «Shadow of the Bat: Part II»                                                                                    | Двуликий и Гил Мейсон              | Фрэнк Паур                  | Брайан Стивенс                                         | 14 сентября 1993 |
| Бэтгёрл и Робин следуют за Гилом Мейсоном до места, где ему назначил встречу Двуликий. «Мэтчсу» удаётся освободиться, но у экс-прокурора имеется большой запас взрывчатки, и вскоре героической троице приходится бороться за свои жизни в затопленном метро. |                                      | |                                    |                             |                                                        |                  |
| |                                      | |                                    |                             |                                                        |                  |
| 03 | «Селевой поток»                      | «Mudslide» | Глиноликий                         | Эрик Радомски               | Алан Бёрнетт и Стив Перри                              | 15 сентября 1993 |
| Глиноликий возвращается в Готэм, но на этот раз он разваливается на части — в буквальном смысле. Чтобы найти его и помогающую ему загадочную женщину, Бэтмену приходится искать разгадку в «прошлой жизни» Мэтта Хейгена. Он обнаруживает, что Хейген был влюблён в женщину-врача, которая теперь удерживает его тело от распада и решает помочь ему от гибели. Тем временем Глиноликий крадёт редкое лекарство, способное ему помочь. Женщина-врач начинает процесс исцеления, но вмешивается Бэтмен и Глиноликому приходится сражаться с ним. Он почти убивает Бэтмена, но тот спасается из утробы Глиноликого, и в ходе схватки Глиноликий падает в море. Женщина-врач смотрит на это с ужасом, а Бэтмен уводит её с дождя. |                                      | |                                    |                             |                                                        |                  |
| |                                      | |                                    |                             |                                                        |                  |
| 04 | «Вызов преступного доктора»          | «Paging the Crime Doctor»                                                                                       | Руперт Торн                        | Фрэнк Паур                  | Майк В. Барр, Лорен Брайт, Ренди Роджел и Мартин Паско | 17 сентября 1993 |
| Когда жизнь мафиозного босса Руперта Торна оказывается под угрозой, он просит сделать операцию своего старшего брата — когда-то уважаемого доктора Мэтта Торна, ныне вынужденного довольствоваться исключительно криминальными заказами. Но для того, чтобы провести операцию успешно, Мэтту необходима помощь его друга и коллеги — доктора Лесли Томпкинс. |                                      | |                                    |                             |                                                        |                  |
| |                                      | |                                    |                             |                                                        |                  |
| 05 | «Беспокойный»                        | «The Worry Men»                                                                                                 | Безумный Шляпник                   | Фрэнк Паур                  | Пол Дини                                               | 16 сентября 1993 |
| Вернувшись из поездки в Центральную Америку, Вероника Вриланд раздаёт всем своим знакомым маленькие фигурки — Беспокойников, которые якобы забирают у владельца все его проблемы. Вскоре одарённые начинают один за другим лишаться больших денежных сумм и драгоценностей, почти добровольно отдавая их злоумышленникам в костюмах индейцев Майя. |                                      | |                                    |                             |                                                        |                  |
| 06 | «Дом и сад (англ. House & Garden)»   | Ядовитый Плющ                                                                                                   | Бойд Кирклэнд                      | Пол Дини                    | 2 мая 1994                                             |                  |
| После выхода из тюрьмы Памела Айсли вышла замуж за лечившего её врача и стала заботиться о его детях. Однако, богатые холостяки Готэма лишаются своих средств способами, отражающими преступный почерк Ядовитого Плюща. |                                      | |                                    |                             |                                                        |                  |
| 07 | «За кулисами (англ. Sideshow)»       | Убийца Крок | Бойд Кирклэнд                      | Майкл Ривз и Брайан Стивенс | 3 мая 1994                                             |                  |
| Сбежав из перевозившего его тюремного поезда, Убийца Крок проносится через лес и вскоре оказывается на расположенной в глуши общине, где живут бывшие актёры из «шоу уродов», решившие спрятаться подальше от обычных людей. Кроку удаётся убедить их помочь ему в борьбе с Бэтменом. |                                      | |                                    |                             |                                                        |                  |
| 08 | «Воплощение (англ. Avatar)»          | Ра'с аль Гул и Тот Кипера                                                                                       | Кевин Алтьери                      | Майкл Ривз                  | 9 мая 1994                                             |                  |
| Ра’с аль Гул похищает древнеегипетский свиток, который Брюс Уэйн передал готэмскому музею. Согласно легенде, манускрипт скрывает тайны жизни и смерти, и Демон рассчитывает получить с его помощью желаемую власть. Для того, чтобы остановить бессмертного злодея, Бэтмен вынужден обратиться к его дочери… |                                      | |                                    |                             |                                                        |                  |
| 09 | «Суд (англ. Trial)»                  | Джокер, Харли Квинн, Убийца Крок, Безумный Шляпник, Ядовитый Плющ, Загадочник, Пугало, Двуликий и Чревовещатель | Дэн Риба                           | Пол Дини и Брюс Тимм        | 16 мая 1994                                            |                  |
| Новый прокурор Готэма Джанет Ван Дорн заявляет о том, что пришло время судить Бэтмена как за его поступки, так и за то, что именно он создал многих преступников. Узнав об этом, заключённые Аркхэма захватывают в нём власть и похищают Бэтмена и прокурора для проведения суда под председательством Джокера. Ван Дорн приходится выступить в качестве адвоката Тёмного Рыцаря и убедить присяжных, которыми являются самые отпетые злодеи, в его невиновности. |                                      | |                                    |                             |                                                        |                  |
| 10 | «Харликвиниада (англ. Harlequinade)» | Джокер, Бокси Беннет и Харли Квинн                                                                              | Кевин Альтьери                     | Пол Дини                    | 23 мая 1994                                            |                  |
| Джокер похищает атомную бомбу, и Бэтмен с Робином должны остановить его. Им приходится обратиться за помощью к сидящей в Аркхэме Харли Квинн. |                                      | |                                    |                             |                                                        |                  |

## Третий сезон (1994)
| № | Название                                            | Злодеи                                                              | Режиссёр      | Автор                                      | Дата выхода      |
| --- | --------------------------------------------------- | ------------------------------------------------------------------- | ------------- | ------------------------------------------ | ---------------- |
| 01 | «Бэйн (англ. Bane)»                                 | Бэйн, Убийца Крок, Кэндис и Руперт Торн                             | Кевин Алтьери | Митч Брайан                                | 10 сентября 1994 |
| Бэтмен сталкивается с самым опасным своим противником — Бэйном. Нанятый Рупертом Торном для убийства Летучей Мыши, Бэйн после этого планирует захватить криминальную империю известного босса. |                                                     |                                                                     |               |                                            |                  |
| 02 | «Второй шанс (англ. Second Chance)»                 | Двуликий, Пингвин и Руперт Торн                                     | Бойд Кирклэнд | Пол Дини, Майкл Ривз и Джерри Конвей       | 17 сентября 1994 |
| Перед операцией, которая восстановила бы его лицо и рассудок, Двуликий похищен неизвестными. Бэтмен и Робин ищут тех, кому это было бы выгодно — Пингвин, Руперт Торн или кто—то с более личной причиной для ненависти к Харви Денту? |                                                     |                                                                     |               |                                            |                  |
| 03 | «Исправившийся Загадочник (англ. Riddler's Reform)» | Загадочник                                                          | Дэн Риба      | Алан Бёрнетт, Пол Дини и Ренди Роджел      | 24 сентября 1994 |
| После освобождения Загадочник, поклявшийся начать новую жизнь, нанят игрушечной компанией для разработки головоломок. Бэтмен и Робин сомневаются в том, что он изменился, и Эдвард Нигма вскоре понимает, что всё ещё поглощён миром криминала. |                                                     |                                                                     |               |                                            |                  |
| 04 | «Бэби-Долл (англ. Baby-Doll)»                       | Бэби-Долл                                                           | Дэн Риба      | Пол Дини                                   | 1 октября 1994   |
| Телевизионная звезда по имени Мэри Даль страдает от врождённого заболевания, затормозившего её физическое развитие: в свои 30 она всё ещё кажется пятилетней малышкой. Из-за этого её карьера остановилась, и она начинает похищать одного за другим своих бывших партнёров по шоу. |                                                     |                                                                     |               |                                            |                  |
| 05 | «Время наизнанку (англ. Time Out of Joint)»         | Король Часов                                                        | Дэн Риба      | Алан Бёрнетт и Стив Перри                  | 8 октября 1994   |
| «Король Часов» возвращается, чтобы отомстить мэру Хиллу. Войдя в доверие к живущему отшельником учёному, ему удаётся заполучить изобретение для ускорения в потоках времени. Задача Бэтмена и Робина — найти способ остановить преступника. |                                                     |                                                                     |               |                                            |                  |
| 06 | «Каникулы Харли (англ. Harley's Holiday)»           | Харли Квинн и Бокси Беннет                                          | Кевин Алтьери | Пол Дини                                   | 9 октября 1994   |
| Харли Квинн, доказав свою нормальность, освобождена из психиатрической тюрьмы. Но на свободе она сразу начинает попадать в различные неприятности и передряги. |                                                     |                                                                     |               |                                            |                  |
| 07 | «Рассмеши их (англ. Make 'Em Laugh)»                | Джокер, Король Специй, Скупой Крыс, Большая Мама и Безумный Шляпник | Бойд Кирклэнд | Пол Дини и Ренди Роджел                    | 5 ноября 1994    |
| Город подвергся череде необычных преступлений, исполненных ещё более причудливыми злодеями. Бэтмен и Робин узнают, что все они — известные актёры, которыми управляют микрочипы Безумного Шляпника. Но действительно ли он стоит за всем этим? |                                                     |                                                                     |               |                                            |                  |
| 08 | «Бэтгёрл возвращается (англ. Batgirl Returns)»      | Женщина-кошка и Ролланд Даггетт                                     | Дэн Риба      | Майкл Ривз и Брайан Стивенс                | 12 ноября 1994   |
| Решив разыскать похитителя ценной статуэтки, Барбара Гордон надевает костюм Бэтгёрл и выходит в ночь. Первым делом она встречает Женщину-кошку, и они объединяются. |                                                     |                                                                     |               |                                            |                  |
| 09 | «Тюремщик (англ. Lock-Up)»                          | Тюремщик                                                            | Дэн Риба      | Пол Дини, Марти Айзенберг и Роберт Н. Скир | 19 ноября 1994   |
| Новый начальник безопасности Аркхэма Лайл Болтон использует слишком жестокие методы и в результате оказывается без работы. Он решает, что проблема — не в преступниках, а в тех, кто им потворствует — полиции, политиках, докторах и журналистах. |                                                     |                                                                     |               |                                            |                  |
| 10 | «Глубокая заморозка (англ. Deep Freeze)»            | Мистер Фриз и Грант Уокер                                           | Кевин Алтьери | Пол Дини и Брюс Тимм                       | 26 ноября 1994   |
| Миллиардер Грант Уокер похищает Фриза из тюрьмы, чтобы тот, воссоздав условия трансформировавшего его инцидента, подарил ему ледяное бессмертие. Цена за услуги Фриза — его жена Нора, всё ещё живая и замороженная. Но Уокер не собирается останавливаться на бессмертии: он планирует устроить новый ледниковый период, после которого править планетой будут он и группа избранных. |                                                     |                                                                     |               |                                            |                  |

## Четвёртый сезон (1995)
| № | Название                                          | Злодеи                        | Режиссёр      | Автор                                                | Дата выхода       |
| --- | ------------------------------------------------- | ----------------------------- | ------------- | ---------------------------------------------------- | ----------------- |
| 01 | «Ужасное трио (англ. The Terrible Trio)»          | Ужасное трио                  | Фрэнк Паур    | Алан Бёрнетт и Майкл Ривз                            | 11 сентября 1995  |
| Три богатых скучающих друга Брюса Уэйна в поиске новых ощущений решают стать преступниками высшего уровня. В образах лисы, акулы и стервятника — повелителей земли, моря и воздуха — Ужасное Трио выбирает Готэм, пока они не сталкиваются с Бэтменом. |                                                   |                               |               |                                                      |                   |
| 02 | «Проба сил (англ. Showdown)»                      | Ра'с аль Гул и Аркадий Дюваль | Кевин Алтьери | Кевин Алтьери, Пол Дини, Брюс Тимм и Джо Р. Лансдэйл | 12 сентября 1995  |
| Ра’с аль Гул рассказывает историю из своего прошлого, о том, как Джона Хэкс останавливает его план уничтожить железную дорогу и взять под контроль все Соединённые Штаты.                                                                              |                                                   |                               |               |                                                      |                   |
| 03 | «Кошачая прогулка (англ. Catwalk)»                | Женщина-кошка и Чревовещатель | Бойд Кирклэнд | Пол Дини                                             | 13 сентября 1995  |
| Устав от «правильной» жизни, Селина Кайл снова становится Женщиной-Кошкой и принимает предложение Чревовещателя ограбить музей. Однако у преступников свои планы по поводы Селины.                                                                     |                                                   |                               |               |                                                      |                   |
| 04 | «Пуля для Буллока (англ. A Bullet for Bullock)»   | Винни «Акула»                 | Фрэнк Паур    | Чак Диксон, Майкл Ривз                               | 14 сентября, 1995 |
| На детектива Буллока совершён ряд покушений, и он вынужден обратиться за помощью к Бэтмену. Серия снята по истории Чака Диксона, опубликованной в Детективных комиксах №651.                                                                           |                                                   |                               |               |                                                      |                   |
| 05 | «Лев и единорог (англ. The Lion and the Unicorn)» | Красный коготь                | Бойд Кирклэнд | Диана Дуэйн, Питер Морвуд и Стив Перри               | 15 сентября 1995  |
| Красный коготь похищает Альфреда из-за кода запуска ракет, который он знает как бывший британский секретный агент. |                                                   |                               |               |                                                      |                   |

## Новые приключения Бэтмена (1997—1999)
| № | Название                                                     | Злодеи                                                | Режиссёр         | Автор                             | Дата выхода       |
| --- | ------------------------------------------------------------ | ----------------------------------------------------- | ---------------- | --------------------------------- | ----------------- |
| 01 | «Рыцари праздничных дней (англ. Holiday Knights)»            | Джокер, Харли Квинн, Ядовитый Плющ и Глиноликий       | Дэн Риба         | Пол Дини                          | 13 сентября 1997  |
| Готэм готовится к празднованию Нового года. Пора выходных дней и веселья. Этим и решают воспользоваться коварные преступники. Но на их пути встают бесстрашные рыцари, которые не дремлют перед лицом опасности. |                                                              |                                                       |                  |                                   |                   |
| 02 | «Грехи отца (англ. Sins of the Father)»                      | Двуликий                                              | Курт Геда        | Рич Фогель                        | 20 сентября, 1997 |
| Бэтмен спасает юного Тима Дрейка от расправы Двуликого. Не сразу выясняется, за что мальчика схватили, где его отец, и какой информацией он обладал. |                                                              |                                                       |                  |                                   |                   |
| 03 | «Слабое утешение (англ. Cold Comfort)»                       | Мистер Фриз                                           | Дэн Риба         | Хилари Бэйдер                     | 11 октября 1997   |
| Оказалось, что Виктор Фриз остался жив после падения со старой нефтяной платформы. Его жену спасли и вылечили учёные корпорации Уэйна, но увидеть свою супругу Фриз не захотел. Вместо этого он начал уничтожать самое дорогое у жителей Готэма, заставляя их испытывать ужас безысходности. Однако истинные намерения безумца намного превосходят это. Когда Бэтмен и его команда выходят на след Фриза, он предстаёт перед ними в виде одной головы, вынужденной передвигаться на механических конечностях, похожих на лапы паука. Это были последствия криогенной обработки его организма. Теперь он хочет превратить Готэм в ледяную могилу при помощи замораживающей бомбы, чтобы погубить всё, что было дорого Брюсу. После схватки Бэтмену удаётся привязать Фриза к бомбе и скинуть её в залив. Падение бомбы в воду значительно снижает радиус её действия и создаёт только относительно небольшой айсберг. Бэтмен думает, что со Фризом покончено, но потом зрителям показывают вершину айсберга и пустой роботизированный костюм. |                                                              |                                                       |                  |                                   |                   |
| 04 | «Никогда не бойся (англ. Never Fear)»                        | Пугало                                                | Кэндзи Хатидзаки | Стэн Берковиц                     | 1 ноября 1997     |
| В городе начали появляться люди, не ведающие страха, лишённые привычного инстинкта. Бэтмен, расследовавший аномалию, выявил новый, более изощрённый, токсин, при помощи которого закоренелый маньяк хочет парализовать весь Готэм. Однако это далеко не последняя проблема Тёмного Рыцаря. |                                                              |                                                       |                  |                                   |                   |
| 05 | «Ты почешешь мне спину? (англ. You Scratch My Back)»         | Женщина-кошка                                         | Дэн Риба         | Хилари Бэйдер                     | 15 ноября 1997    |
| При обезвреживании преступников Дик Грейсон, ставший Найтвингом (Ночным крылом), неожиданно встречает Женщину-кошку, которая уверяет его, что исправилась и хочет действовать вместе. Наперекор Бэтмену и Бэтгёрл, которые ей не доверяют. Новое совместное дело приводит к совершенно иным результатам, чем обычное сотрудничество. |                                                              |                                                       |                  |                                   |                   |
| 06 | «Лицемерие (англ. Double Talk)»                              | Чревовещатель                                         | Курт Геда        | Роберт Гудман                     | 22 ноября 1997    |
| Арнольд Вескер излечился от своего альтер эго, мистера Шрама, и был выписан из Аркхэма. Теперь, при помощи Брюса Уэйна, он пытается начать новую жизнь. Вопреки этому, кто-то пытается вернуть Вескера на прежнее место, заставляя утратить контроль над собой и осуществить крупное ограбление. Но Бэтмену удаётся отговорить Вескера от этого. Арнольд Вескер собирает всю волю в кулак и расстреливает марионетку мистера Шрама. Этим он ставит жирную точку в преступной деятельности и порывает с прошлым раз и навсегда. |                                                              |                                                       |                  |                                   |                   |
| 07 | «Миллионы Джокера (англ. Joker's Millions)»                  | Джокер, Харли Квинн, Пингвин и Эдвард «Король» Барлоу | Дэн Риба         | Пол Дини                          | 21 февраля 1998   |
| На Джокера, бросившего на произвол судьбы свою Харли и испытывавшего острую нужду в деньгах, падает золотой дождь в виде наследства, внезапно оставленного по завещанию умирающим преступным главарём Эдвардом Барлоу по кличке «Король». Окрылённый этим счастьем, богатый сумасшедший начинает входить во вкус, тратя миллионы на развлечение. Но на пути его поджидает скверная изнанка. |                                                              |                                                       |                  |                                   |                   |
| 08 | «Болезнь роста (англ. Growing Pains)»                        | Глиноликий                                            | Ацуко Танака     | Пол Дини и Роберт Гудман          | 28 февраля 1998   |
| Робин встречает девочку, которая не может вспомнить, кто она. За ней приходит разъярённый человек, не похожий на её отца, и пытается забрать с собой. Им оказался тот, кого все считали мёртвым. Бэтмен и его напарник вынуждены идти по следу таинственной девочки, чтобы узнать шокирующую правду. Выясняется, что её создал Глиноликий. Завязывается бой и девочка жертвует собой, чтобы спасти Робина. Бэтмен и его напарник побеждают Глиноликого. Робин рассчитывает на сочувствие со стороны Бэтмена, но слышит лишь сухую констатацию очевидного. После того, как Робин сообщает полиции о том, что Глиноликий совершил ещё и убийство, он уходит. Такой демонстративный уход — скорбная плата Бэтмену, выражение невозможности проявлять хладнокровие и сострадание одновременно. |                                                              |                                                       |                  |                                   |                   |
| 09 | «Скупые сезоны (англ. Mean Seasons)»                         | Календарная девушка                                   | Хироюки Аояма    | Хилари Бэйдер                     | 25 апреля 1998    |
| Бэтмен и Бэтгёрл сталкиваются с бандой, которой руководит красивая женщина в маске, называющая себя «Календарной девушкой». Мотивы её поступков ещё предстоит выяснить. |                                                              |                                                       |                  |                                   |                   |
| 10 | «Демон внутри (англ. The Demon Within)»                      | Клэрион                                               | Ацуко Танака     | Русти Бджорнхоель и Стэн Берковиц | 9 мая 1998        |
| Бэтмен и Робин помогают магу Джейсону Бладу против злого колдуна Клэриона, который ведёт охоту на демона Этригана, чьё происхождение объясняет то, с чем им придётся бороться. |                                                              |                                                       |                  |                                   |                   |
| 11 | «За гранью (англ. Over the Edge)»                            | Пугало и Бэйн                                         | Юитиро Яно       | Пол Дини                          | 23 мая 1998       |
| Случилась трагедия — Бэтгёрл погибла во время схватки с преступниками. В ужасе комиссар Гордон узнает, что это его родная дочь. Теперь, не зная покоя от горя, не считаясь с методами и средствами, он решает отомстить виновному — Бэтмену, которого считал своим помощником. |                                                              |                                                       |                  |                                   |                   |
| 12 | «Песня факела (англ. Torch Song)»                            | Светлячок                                             | Курт Геда        | Рич Фогель                        | 13 июня 1998      |
| Популярная эстрадная певица Кэссиди переживает одно покушение за другим, пока не узнает в загадочном убийце знакомого ей человека, абсолютно помешанного с момента их расставания. Этот огонь намерен испепелить всё живое в округе |                                                              |                                                       |                  |                                   |                   |
| 13 | «Любовь — это Крок (англ. Love is a Croc)»                   | Убийца Крок                                           | Батч Лукич       | Стив Гербер                       | 11 июля 1998      |
| Невероятная привязанность малышки Долл толкнула её освободить из застенков Убийцу Крока. Так началась история одной преступной любви, всколыхнувшей целый город. |                                                              |                                                       |                  |                                   |                   |
| 14 | «Максимальный риск (англ. The Ultimate Thrill)»              | Рокси-Ракета и Пингвин                                | Дэн Риба         | Хилари Бэйдер                     | 14 сентября 1998  |
| В Готэме объявилась бесстрашная и наглая воровка, любящая высший пилотаж при ограблениях. Бэтмен, обнаруживший, что уступает ей в ловкости, решает выяснить, на кого она работает. Дуэль двух воздушных гонщиков заставила бы разумных людей давно сойти с дистанции. |                                                              |                                                       |                  |                                   |                   |
| 15 | «Культ Кошки (англ. Cult of the Cat)»                        | Томас Блэйк                                           | Батч Лукич       | Пол Дини и Стэн Берковиц          | 18 сентября 1998  |
| Селина Кайл никак не может перестать воровать, и это дорого обошлось ей, когда она связалась с фанатиками из секты поклонения Кошке. Бэтмен, соблюдая закон, сдерживая чувства, рискуя жизнью, помогает той, которую по-прежнему любит. |                                                              |                                                       |                  |                                   |                   |
| 16 | «Твари (англ. Critters)»                                     | Фермер Браун                                          | Дэн Риба         | Стив Гербер и Джо Р. Лансдэйл     | 19 сентября 1998  |
| Увлёкшийся генной инженерией сельский новатор зашёл слишком далеко, и плоды его трудов, как и изыскания, попали под запрет, нанесённый городскими властями. Браун остался полностью разорённым. Через несколько лет ненавистный Готэм подвергся вторжению армии мутантов. |                                                              |                                                       |                  |                                   |                   |
| 17 | «Животный акт (англ. Animal Act)»                            | Безумный Шляпник                                      | Курт Геда        | Хилари Бэйдер                     | 26 сентября 1998  |
| Серия необычных ограблений, осуществляемых «продвинутыми» животными из местного цирка, навлекает Найтвинга на мысль, что это дело рук старых знакомых, с кем он дружил, когда ещё были живы его родители. В процессе поиска злоумышленника становится ясно — любые подозрения могут оказаться ложными. |                                                              |                                                       |                  |                                   |                   |
| 18 | «Старые раны (англ. Old Wounds)»                             | Джокер                                                | Курт Геда        | Рич Фогель                        | 3 октября 1998    |
| Найтвинг рассказывает Робину, что послужило причиной его окончательного разрыва с Бэтменом и Бэтгёрл. |                                                              |                                                       |                  |                                   |                   |
| 19 | «Легенды о Тёмном Рыцаре (англ. Legends of the Dark Knight)» | Джокер, мутанты и Светлячок                           | Дэн Риба         | Роберт Гудман и Брюс Тимм         | 10 октября 1998   |
| Готэмские подростки рассказывают друг другу, каким представляют себе Бэтмена и его увлекательные приключения. |                                                              |                                                       |                  |                                   |                   |
| 20 | «Ночь девочек (англ. Girls' Night Out)»                      | Электра, Харли Квинн, Ядовитый Плющ и Пингвин         | Курт Геда        | Хилари Бэйдер                     | 17 октября 1998   |
| При транспортировке из Метрополиса в Готэм из тюремной машины сбегает одна из опасных преступниц, с которой сражался Супермен. Более того, она объединилась с врагами Бэтмена, и теперь они представляют собой грозную силу. А Летучая Мышь и Человек из Стали, как на зло, отсутствуют на месте событий. На помощь оставшейся Бэтгёрл приходит Кара, девушка из Смолвиля. |                                                              |                                                       |                  |                                   |                   |
| 21 | «Химия (англ. Chemistry)»                                    | Ядовитый Плющ                                         | Батч Лукич       | Стэн Берковиц                     | 24 октября 1998   |
| Произошло невероятное — Брюс Уэйн, самый знаменитый холостяк Готэма, влюбился в идеальную для него женщину и вступает с ней в брак, отказываясь дальше быть Бэтменом, к удивлению Барбары, Дика и Тима. Вот она — долгая и счастливая жизнь. Медовый месяц для Брюса оборачивается очередным ударом судьбы, зловещей катастрофой, которая являлась циничным замыслом известного фанатика. |                                                              |                                                       |                  |                                   |                   |
| 22 | «Судный День (англ. Judgment Day)»                           | Двуликий/Судья, Убийца Крок, Загадочник и Пингвин     | Курт Геда        | Рич Фогель и Алан Бёрнетт         | 31 октября 1998   |
| Готэм увидел нового служителя закона — Судью, неизвестного линчевателя, без адвокатов, прокурора и присяжных выносящего жёсткий приговор ключевым преступникам. Новоявленные самосуды поддерживает один городской чиновник. В подобной обстановке Бэтмен начинает собственное расследование, чтобы остановить беззаконие. |                                                              |                                                       |                  |                                   |                   |
| 23 | «Берегись Крипера (англ. Beware the Creeper)»                | Джокер и Харли Квинн                                  | Дэн Риба         | Стив Гербер                       | 7 ноября 1998     |
| Снимая материал о возникновении Джокера, журналист Джек Райдер нежданно встречается с героем своего репортажа, легендарным клоуном, который сбрасывает его в ёмкость с химикатами, превращая в сумасшедшее чудовище. В облике такого монстра он выходит на след Джокера и Харли, которые вынуждены спасаться от него. В ходе погони они оказываются на свалке, где загнанный в угол Джокер сдаётся Бэтмену. Жизнь как бы мстит Джокеру за его попытку отыграться на других людях, а Бэтмен находит способ вылечить Джека Райдера. |                                                              |                                                       |                  |                                   |                   |
| 24 | «Сумасшедшая любовь (англ. Mad Love)»                        | Джокер и Харли Квинн                                  | Батч Лукич       | Пол Дини и Брюс Тимм              | 16 января 1999    |
| Джокер потерпел фиаско, пытаясь убить комиссара Гордона — вмешался Бэтмен. А план триумфа над Тёмным Рыцарем никак не хочет претворяться в жизнь. Харли, желавшая развеселить своего «пудинга», выброшена на улицу. Там она вспоминает историю своей болезни и влечение к Джокеру, когда обезумевшая от любви психиатр Аркхэма Харлин Квинзел надела арлекинский костюм и маску, став колоритной фигурой в краплёной колоде карт. Но виноват в обрушении её сумасбродного счастья только один — Летучая мышь. |                                                              |                                                       |                  |                                   |                   |

## Кроссоверы

### «Superman: The Animated Series»
| № | Название                                                | Злодеи                                                                                                | Режиссёр        | Автор                                  | Дата выхода      |
| --- | ------------------------------------------------------- | --- | --------------- | -------------------------------------- | ---------------- |
| 01 (29) | «Лучшие в мире, часть 1 (англ. World's Finest, Part 1)» | Джокер, Лекс Лютор, Харли Квинн и Мёрси Грейвз                                                        | Тосихико Масуда | Алан Бёрнетт, Пол Дини и Рич Фогель    | 4 октября 1997   |
| Джокер, лишённый средств к существованию благодаря Бэтмену, крадёт ничем не примечательную статуэтку зелёного дракона и вместе с Харли скрывается в Метрополис. В Большом городе, тем временем, бизнесмен Лекс Лютор с негодованием смотрит на успехи ненавистного ему Супермена. И тут незванный гость из Готэма предлагает сделку — миллиард долларов в обмен на решение проблемы. В этот момент мегаполис посещает с рабочим визитом для соглашения с «Лекс Корп» Брюс Уэйн, тогда он впервые встречает Кларка Кента и Лоис Лейн. Охота за Джокером и новое увлечение определили многое, что произойдёт дальше.                                       |                                                         | |                 |                                        |                  |
| 02 (30) | «Лучшие в мире, часть 2 (англ. World's Finest, Part 2)» | Джокер, Лекс Лютор, Харли Квинн и Мёрси Грейвз                                                        | Тосихико Масуда | Алан Бёрнетт, Пол Дини и Стив Гербер   | 4 октября 1997   |
| Брюс и Лоис отправились на свидание. Но там их ждали Джокер и его банда. Лейн была оглушена, а Уэйна выстрелами заставили упасть с крыши. Теперь осталось только расправиться с Суперменом, используя заложницу. Криптонит почти прикончил человека из стали, но внезапно все планы нарушил Бэтмен. Причастность Лютора становилась яснее, и он даёт Джокеру последний шанс — покончить одним ударом с двумя проблемами. |                                                         | |                 |                                        |                  |
| 03 (31) | «Лучшие в мире, часть 3 (англ. World's Finest, Part 3)» | Джокер, Лекс Лютор, Харли Квинн и Мёрси Грейвз                                                        | Тосихико Масуда | Алан Бёрнетт, Пол Дини и Стэн Берковиц | 4 октября 1997   |
| Джокер устроил Бэтмену смертельную ловушку, а Супермена обманом заставил покинуть город. Во время боя с роботом Лекса, Летучая мышь, спасая Лоис Лейн, оказывается без маски. Это становится причиной разрыва между ними. Супермен вовремя пришёл им на помощь, и Лютор уже понял, что ему конец, а потому решил убрать исполнителя вместе с его подружкой. Но Джокер перехватил инициативу, и решил устроить ад всем — героям, бывшему компаньону и всему Метрополису. Ценой нечеловеческих усилий Бэтмен и Супермен останавливают это сумасшествие. В итоге Уэйн порывает с Лютором, прощается с Кентом, расстаётся с Лоис Лейн и покидает Метрополис. |                                                         | |                 |                                        |                  |
| 04 (43) | «Время Рыцаря (англ. Knight Time)»                      | Брейниак, Брюс Уэйн (загипнотизированный), Безумный Шляпник, Бэйн, Загадочник, Пингвин и Рокси-Ракета | Курт Геда       | Роберт Гудман                          | 10 октября 1998  |
| Супермен узнал, что из Готэма пропал Бэтмен. Встретившись с Робином, он понял, что Брюса долгое время нет ни на работе, ни дома. Город, задыхающийся от преступности, нужно срочно спасать, и при этом выяснить, куда ведут следы таинственного исчезновения Уэйна. |                                                         | |                 |                                        |                  |
| 05 (52) | «Демон возрождается (англ. The Demon Reborn)»           | Ра’с аль Гул, Талия аль Гул, Убу и члены Лиги Теней                                                   | Дэн Риба        | Рич Фогель                             | 18 сентября 1999 |
| Общество Теней организует налёт на поезд, везущий старинные реликвии в Метрополис. В борьбу с террористами вступают Бэтмен и Супермен. Последнего с помощью шаманского посоха захватывает Талия, дочь Ра’са аль Гула, который находится при смерти. Летучая мышь, покинув Лоис Лейн, отправляется на поиски своего напарника, постепенно узнавая о ещё одном извращённом эксперименте Демона и делая непростой выбор между спасением Кларка и Талией. |                                                         | |                 |                                        |                  |

### «Static Shock»
| № | Название                                   | Злодеи                                 | Режиссёр      | Автор    | Дата выхода    |
| --- | ------------------------------------------ | -------------------------------------- | ------------- | -------- | -------------- |
| 06 (24) | «Высшая Лига (англ. The Big Leagues)»      | Джокер, Хотстрейк, Кангор, Талон и Шив | Дейв Члайстек | Лэн Ули  | 26 января 2002 |
| Джокер объявляется в другом городе, сколачивает банду подростков и готовится насаждать веселящий ужас. Но против них объединяются Статик, Бэтмен и Робин, чтобы повергнуть в шок преступный замысел. |                                            |                                        |               |          |                |
| 07 (27) | «Жесткие, как Нэйлс (англ. Hard as Nails)» | Харли Квинн и Ядовитый Плющ            | Не указано    | Пол Дини | 25 января 2003 |
| Статик отправляется в Готэм спасти свою подругу от злоумышленников, которые обещали ей исцеление от редкой болезни. В беде Вирджилу вызвался помочь Бэтмен.                                          |                                            |                                        |               |          |                |